# Severinsbrücke
La Severinsbrücke è un ponte strallato che varca il fiume Reno nella città tedesca di Colonia. Esso è attraversato dalla strada federale 55 e dai binari della Stadtbahn.

## Storia
Il ponte venne costruito dal 1956 al 1959 e inaugurato dal cancelliere federale Konrad Adenauer.

## Caratteristiche
Si tratta di un ponte strallato con struttura in acciaio, la cui luce maggiore è di 302 m. Il pilone è alto 77,20 m. La larghezza del ponte è di 29,50 m.

### Testi di approfondimento
- (DE) Heinrich Heß, Die Severinsbrücke Köln. Entwurf und Fertigung der Strombrücke, in Stahlbau, anno 30, n. 8, agosto 1960,  pp. 225-261.